# Ectemnonotum dohrni
Ectemnonotum dohrni är en insektsart som beskrevs av Schmidt 1909. Ectemnonotum dohrni ingår i släktet Ectemnonotum och familjen spottstritar. Inga underarter finns listade i Catalogue of Life.